# 플라비오 코티

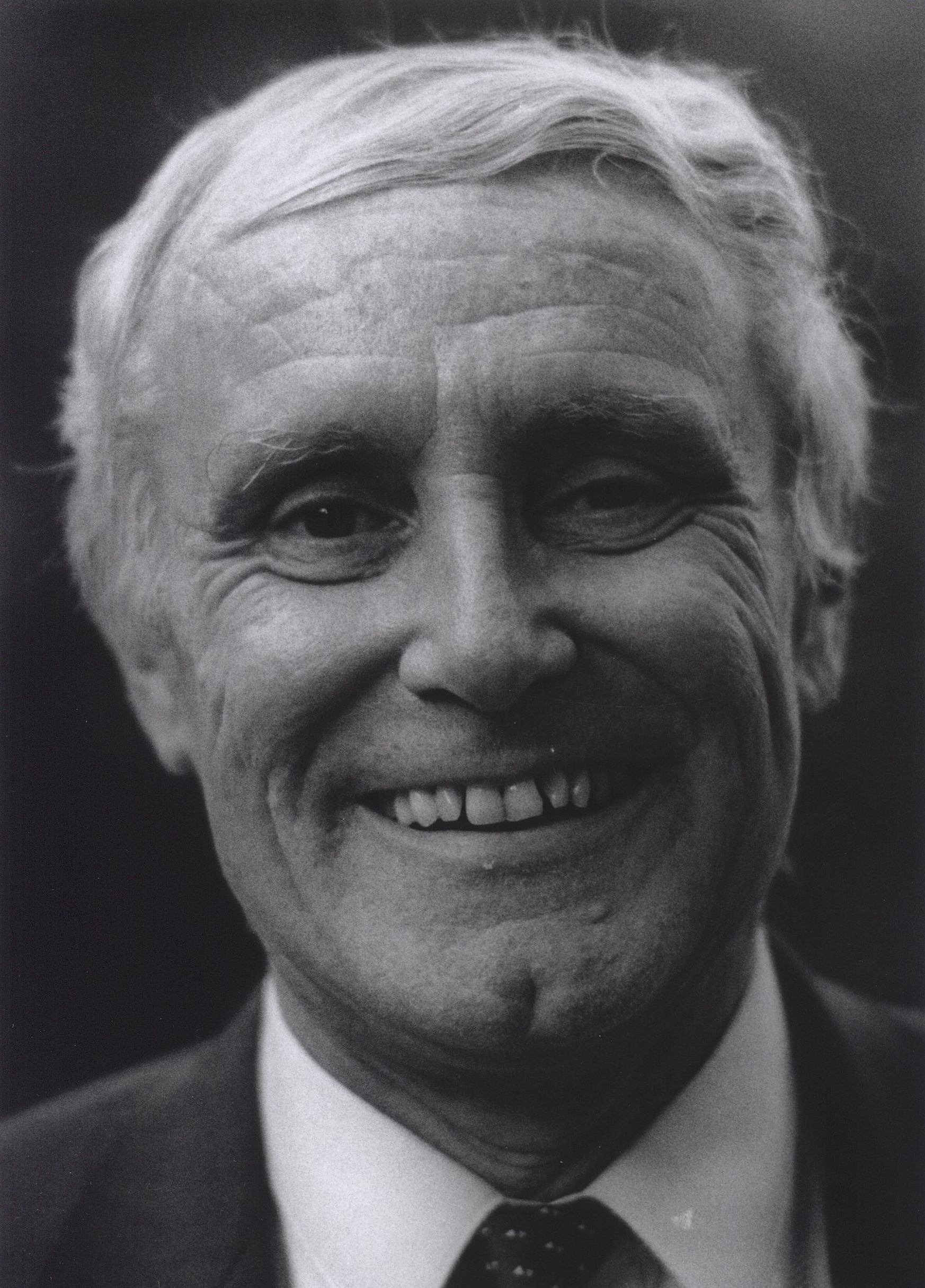
플라비오 코티(1997년 1월)

플라비오 코티(Flavio Cotti, 1939년 10월 18일 ~ 2020년 12월 16일)은 스위스의 정치인이다.

## 생애
티치노주를 지역구로 하는 기독교민주인민당원이었다. 1990년대 스위스의 외무 장관으로서 스위스의 유럽 연합 가입을 시도했다. 1991년과 1998년에는 스위스 연방의 대통령을 맡았다.
정계 은퇴 이후엔 크레디트 스위스 이사 등 스위스 기업의 고문을 맡았다.
코로나19 범유행중인 2020년 12월 16일 코로나19로 사망하였다.